# Bossòst
Bossòst település Spanyolországban, Lleida tartományban. Bossòst Les, Catalonia, Vilamòs, Arres, Saint-Mamet, Bagnères-de-Luchon, Saint-Gaudens, Juzet-de-Luchon és Sode községekkel határos. Lakosainak száma 1141 fő (2024).

## Népesség
A település népessége az utóbbi években az alábbiak szerint változott:
| Lakosok száma | 777  | 756  | 606  | 959  | 764  | 1021 | 1184 | 1140 | 1109 | 1141 |
|               | 1787 | 1900 | 1940 | 1960 | 1986 | 2005 | 2010 | 2014 | 2019 | 2024 |